# Каміміне

33°19′10″ пн. ш. 130°25′34″ сх. д. / 33.31944° пн. ш. 130.42611° сх. д.
Каміміне (яп. 上峰町) — містечко в Японії, в повіті Міякі префектури Саґа.